# Beautiful Boy
Beautiful Boy (bra: Querido Menino) é um filme estadunidense de 2018. Trata-se de um drama biográfico dirigido por Felix Van Groeningen e escrito por Luke Davies e Groeningen, baseado nas memórias Beautiful Boy: A Father's Journey Through His Son's Addiction, de David Sheff, e Tweak: Growing Up on Methamphetamines, de Nic Sheff. Estrelado por Steve Carell, Timothée Chalamet, Maura Tierney e Amy Ryan, segue a relação de um pai e um filho usuário de metanfetamina.

## Elenco
- Steve Carell - David Sheff
- Timothée Chalamet - Nicholas "Nic" Sheff
  - Jack Dylan Grazer - Nic Sheff (12 anos)
  - Zachary Rifkin - Nic Sheff (8 anos)
  - Kue Lawrence - Nic Sheff (4-6 anos)
- Maura Tierney - Karen Barbour-Sheff
- Amy Ryan - Vicki Sheff
- Kaitlyn Dever - Lauren
- Andre Royo - Spencer
- Timothy Hutton - Dr. Brown
- LisaGay Hamilton - Rose
- Amy Forsyth - Diane
- Christian Convery - Jasper Sheff
- Oakley Bull - Daisy Sheff
  - Carlee Maciel - Daisy Sheff (10 anos)
- Stefanie Scott - Julia
- Ricky Low - Destiny

## Recepção
No Rotten Tomatoes, o filme tem um índice de aprovação de 68% baseado em 258 avaliações, com uma média de 6,52 / 10. O consenso crítico do site diz: "Beautiful Boy vê Timothée Chalamet e Steve Carell entregando um trabalho de demonstração que costuma ser poderoso o suficiente para compensar o impacto emocional silencioso da história". No Metacritic, o filme tem uma pontuação média ponderada de 62 em 100, com base em 45 críticos, indicando "críticas geralmente favoráveis".